# Championnat d'Océanie de football des moins de 20 ans 2016
Navigation
Fidji 2014 Tahiti 2018
Le championnat d'Océanie de football des moins de 20 ans 2016 est la vingt-et-unième édition du championnat d'Océanie de football des moins de 19 ans qui a eu lieu au Vanuatu du 3 au 17 septembre 2016. Les deux sélections finalistes obtiennent une qualification automatique pour la prochaine Coupe du monde des moins de 20 ans, qui a lieu en Corée du Sud durant le printemps 2017. 
C'est l'équipe de Nouvelle-Zélande qui remporte la compétition pour la sixième fois de son histoire et obtient ainsi sa qualification pour le tournoi mondial, en compagnie du pays-hôte, le Vanuatu, qui se qualifie pour la première fois pour un tournoi mondial.
Comme lors de l'édition précédente, ce sont les sélections des moins de 19 ans qui disputent la compétition, qui garde la mention moins de 20 ans dans son intitulé. Le changement de nom aura lieu à partir de l'édition 2018.

## Équipes participantes
- Vanuatu - Organisateur
- Fidji
- Nouvelle-Calédonie
- Papouasie-Nouvelle-Guinée
- Îles Salomon
- Samoa américaines
- Tahiti
- Nouvelle-Zélande
- Tonga
- Samoa
- Îles Cook

## Résultats

### Tour préliminaire
Quatre sélections doivent disputer un tour préliminaire afin de déterminer le qualifié pour la phase finale. Les rencontres sont disputées en juin 2016 aux Tonga.
| Rang | Équipe            | Pts | J | G | N | P | Bp | Bc | Diff |  |     |     |     |
| ---- | ----------------- | --- | - | - | - | - | -- | -- | ---- |  | --- | --- | --- |
| 1    | Îles Cook         | 7   | 3 | 2 | 1 | 0 | 7  | 1  | +6   |  | 1-0 | 1-1 | 5-0 |
| 2    | Samoa             | 4   | 3 | 1 | 1 | 1 | 8  | 4  | +4   |  |     | 3-3 | 5-0 |
| 3    | Tonga             | 3   | 3 | 0 | 3 | 0 | 5  | 5  | 0    |  |     |     | 1-1 |
| 4    | Samoa américaines | 1   | 3 | 0 | 1 | 2 | 1  | 11 | -10  |  |     |     |     |

- Les Îles Cook se qualifient pour la phase finale du championnat d'Océanie.

### Tournoi final

#### Phase de poules
| Rang | Équipe                    | Pts | J | G | N | P | Bp | Bc | Diff |  |     |     |     |
| ---- | ------------------------- | --- | - | - | - | - | -- | -- | ---- |  | --- | --- | --- |
| 1    | Vanuatu                   | 9   | 3 | 3 | 0 | 0 | 5  | 1  | +4   |  | 1-0 | 1-0 | 3-1 |
| 2    | Nouvelle-Calédonie        | 4   | 3 | 1 | 1 | 1 | 5  | 3  | +2   |  |     | 1-1 | 4-1 |
| 3    | Fidji                     | 2   | 3 | 0 | 2 | 1 | 2  | 3  | -1   |  |     |     | 1-1 |
| 4    | Papouasie-Nouvelle-Guinée | 1   | 3 | 0 | 1 | 2 | 3  | 8  | -5   |  |     |     |     |

| Rang | Équipe           | Pts | J | G | N | P | Bp | Bc | Diff |  |     |     |     |
| ---- | ---------------- | --- | - | - | - | - | -- | -- | ---- |  | --- | --- | --- |
| 1    | Nouvelle-Zélande | 7   | 3 | 2 | 1 | 0 | 7  | 1  | +6   |  | 0-0 | 4-1 | 3-0 |
| 2    | Îles Salomon     | 5   | 3 | 1 | 2 | 0 | 5  | 2  | +3   |  |     | 2-2 | 3-0 |
| 3    | Tahiti           | 4   | 3 | 1 | 1 | 1 | 6  | 7  | -1   |  |     |     | 3-1 |
| 4    | Îles Cook        | 0   | 3 | 0 | 0 | 3 | 1  | 9  | -8   |  |     |     |     |

#### Phase finale
|  | Demi-finales       | Demi-finales      |                  |   | Finale            | Finale            |
|  | Demi-finales       | Demi-finales      |                  |   | Finale            | Finale            |
|  |                    |                   |                  |   |                   |                   |
|  | 13 septembre 2016  | 13 septembre 2016 |                  |   | 17 septembre 2016 | 17 septembre 2016 |
|  | 13 septembre 2016  | 13 septembre 2016 |                  |   | 17 septembre 2016 | 17 septembre 2016 |
|  | Nouvelle-Zélande   | 3                 |                  |   | 17 septembre 2016 | 17 septembre 2016 |
|  | Nouvelle-Zélande   | 3                 |                  |   | 17 septembre 2016 | 17 septembre 2016 |
|  | Nouvelle-Calédonie | 1                 |                  |   | 17 septembre 2016 | 17 septembre 2016 |
|  | Nouvelle-Calédonie | 1                 | Nouvelle-Zélande | 5 |                   |                   |
|  | 13 septembre 2016  |                   | Nouvelle-Zélande | 5 |                   |                   |
|  |                    | Vanuatu           | 0                |   |                   |                   |
|  | Vanuatu            | Vanuatu           | 0                | 2 |                   |                   |
|  | Vanuatu            |                   |                  | 2 |                   |                   |
|  | Îles Salomon       | 1                 |                  |   |                   |                   |
|  | Îles Salomon       | 1                 |                  |   |                   |                   |

- La Nouvelle-Zélande et le Vanuatu se qualifient pour la Coupe du monde.

## Sources et liens externes
- (en) Feuilles de matchs et infos sur RSSSF